# Chicago Sanitary and Ship Canal

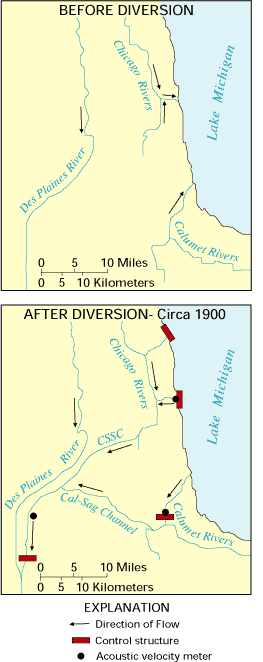
Sens du courant des cours d'eau avant et après la construction du canal.

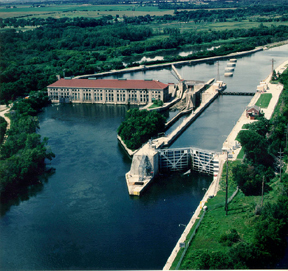
Barrage et écluse à Lockport

Le Chicago Sanitary and Ship Canal (appelé également Chicago Drainage Canal dans le passé ; en français : « canal sanitaire de Chicago ») est un canal situé dans la région de Chicago aux États-Unis, seule voie navigable permettant de relier les Grands Lacs au Mississippi. 

## Description
Le canal connecte le lac Michigan, les rivières Chicago, Illinois et  Des Plaines. Il permet également de transférer les  eaux usées de l'agglomération de Chicago dans la Des Plaines. Le Chicago Sanitary and Ship Canal fait partie du Chicago Wastewater System, sous le contrôle du Metropolitan Water Reclamation District of Greater Chicago. Inauguré en 1900, l'ouvrage mesure 45 km de long, 62 mètres de large et 7,3 mètres de profondeur.
Le canal relie la partie sud de la rivière Chicago à la rivière Des Plaines à Lockport. Entre 1903 et 1907, il est étendu jusqu'à Joliet. Deux autres canaux sont construits pour compléter le système : le North Shore Channel en 1910 et le Cal-Sag Channel en 1922.